# Guant de dades

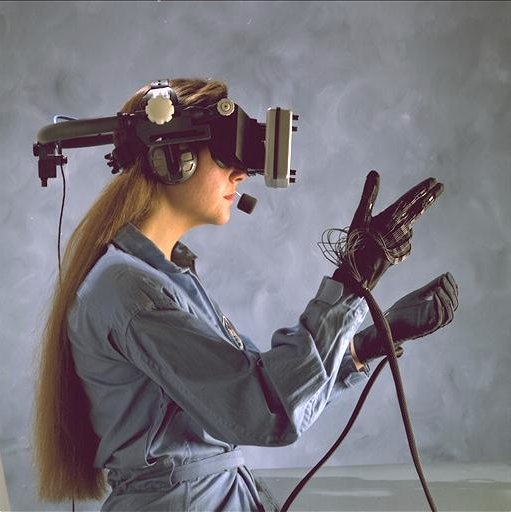
Una dona usant una Head-Mounted Display i guants amb filferro.

Un guant de dades o guant cibernètic és un perifèric d'entrada que adopta la forma i el mode d'ús d'un guants i serveix per a la interacció persona-ordinador.
Per al seu funcionament, es fa ús de diverses tecnologies de sensors que capten dades físiques com ara la flexió de dits. Pot incorporar també rastrejadors de moviment com ara dispositius de rastreig magnètic o dispositius de navegació inercial. Els rastrejadors de moviment permeten capturar la posició i rotació del dit. El guant pot interpretar aquests moviments (gestos) i els pot atribuir diferents significats, de manera que es crea una llengua de signes i funcions simbòliques entorn el guant.
Existeix un tipus de guant de dades d'alta gamma que és capaç d'afegir retroalimentació hàptica. D'aquesta manera, es permet que el guant de dades pugui ser, a més d'un dispositiu d'entrada, un dispositiu de sortida.
Tradicionalment, els guants de dades han estat a l'abast d'uns pocs degut al seu enorme cost. A més a més, els sensors de flexió dels dits i el dispositiu de seguiment han de comprar-se per separat.
És freqüent veure l'ús de guants de dades en la imitació del moviment de la mà humana en entorns de Realitat Virtual.

## Història
El primer guant de dades va rebre el nom de Sayre i va estar creat el 1977 per Electronic Visualization Laboratory.
En 1982, Thomas G. Zimmerman va presentar una patent sobre un sensor òptic flexible muntat en un guant per a mesurar la flexió dels dits. Més tard, juntament amb Lanier va investigar per a aconseguir connectar la tecnologia ultrasònica i magnètica amb el moviment de la mà. Van crear, respectivament, el Power Glove i el Data Glove. En el Data Glove escau mencionar la invenció de Young L. Harvill, qui va crear el sensor de flexió òptica que emprava.

El Power Glove de Nintendo dels primers guants de dades amb cable disponibles per a ús domèstic data del 1987. El seu disseny estava pensar per a complir la funció de guant de joc seguint el Nintendo Entertainment System. Comptava amb un rastrejador rudimentari, amb sensors que permetien el plec dels dits i amb botons a la part posterior. Els sensors d'aquest guant van servir als aficionats per a crear els seus propis guants de dades.
El 1990 el guant de dades va evolucionar amb el CyberGlove creat per Virtual Technologies Inc. Immersion Corporation va desenvolupar altres productes emparentats amb e CyberGlove i va crear una línia de productes: CyberTouch, CyberGrasp i CyberForce.
CyberTouch feia vibrar cada dit del guant en tocar un objecte de la vida real. CyberGrasp simulava estrènyer i tocar objectes de diferents percepcions (solidesa, esponjositat...). CyberForce incorporava les característiques de tot amb el component addicional de mesurar la força del moviment.
L'any 2000, Virtual Technologies va ser adquirida per Immersion Corporation, la qual va decidir el 2009 vendre la línia de productes CyberGlove, de manera que va sorgir una nova empresa: CyberGlove Systems LLC. Aquesta última es va fer càrrec del desenvolupament, la fabricació i les vendes de CyberGlove.

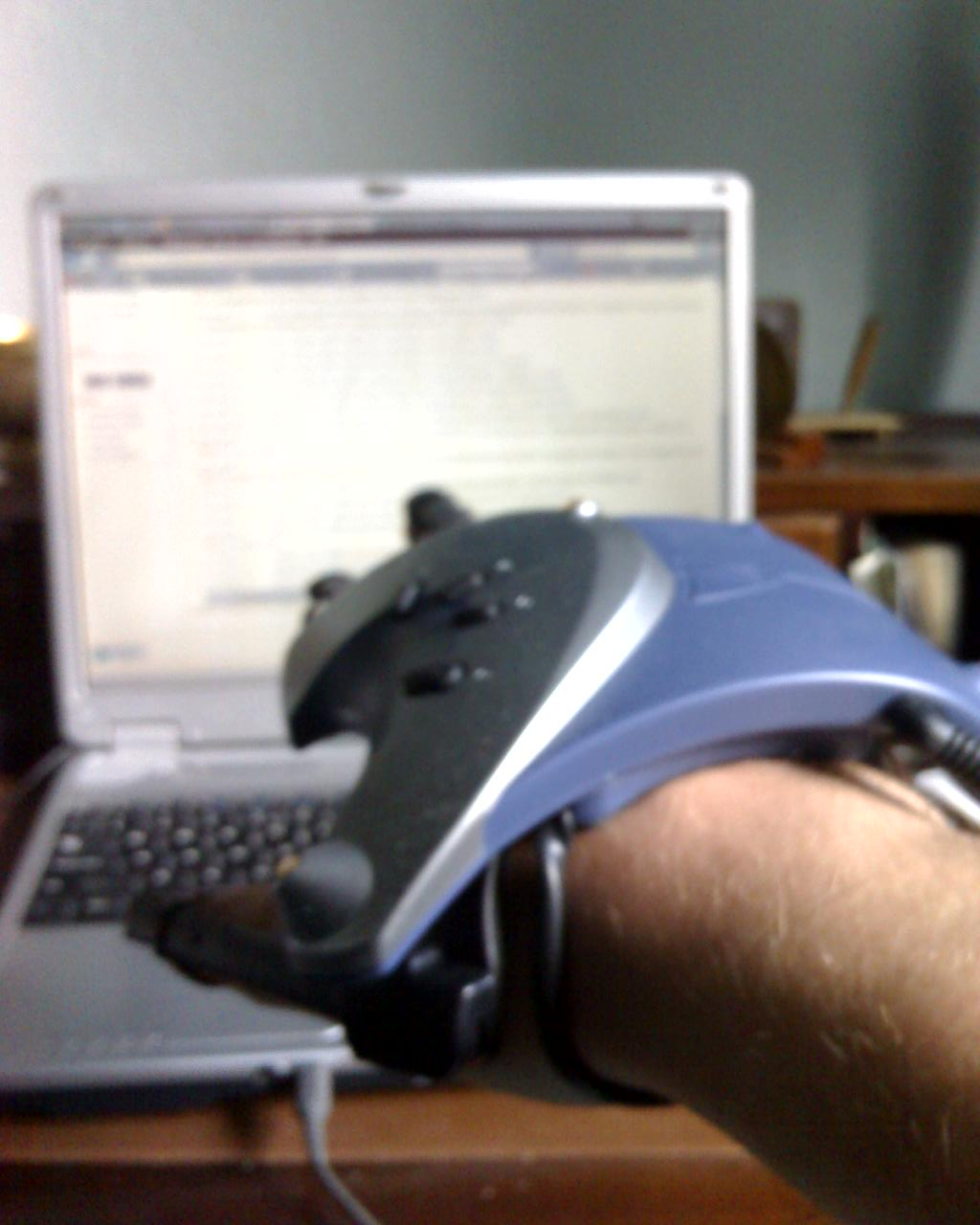
Un guant amb cable P5 que s'utilitza com a ratolí.

El 2002, Essential Reality (maquinari dissenyat per Johathan Clarke i Leigh Boyd) va llençar el P5 Glove.
Aquest disseny, en les aplicacions normals, funcionava com a ratolí bidimensional. Alguns jocs d'ordinador van adaptar-se al P5 Glove per a donar-li un suport 3D. Tot i així, va rebre crítiques per la escassa adaptació entre programari i dispositius. Es va compatibilitzar oficialment amb Microsoft Windows XP i Mac US Classic. Extraoficialment hi ha alguns controladors per a Linux.
Després va arribar el Guant 5th, comercialitzat per Fifth Dimension Tecnologies. El Guant 5th estava format per tires de flexors i guants de dades. El paquet empra sensors flexibles òptics per a rastrejar moviment més enllà de la mà, de mode que inclou el braç.
Arran de l'elevat cost econòmic de l'evolució del guant de dades, es va proposar un nou model de guant de dades basat en imatges (IBDG).
En col·locar una càmera a la mà, juntament amb un marcador visual a cada punta dels dits, les tècniques de visió per ordinador serien capaces de calcular, aproximadament, la posició relativa de les puntes dels dits. En identificar les puntes dels dits, hi hauria tècniques d'estimació per a intentar esbrinar l'angulació i flexió de cada dit. És una manera alternativa de crear moviment a partir d'una persona en el món virtual.
El dispositiu de seguiment del moviment també permetria classificar els moviments de la mà, els seus gestos i les seves postures.
Una alternativa moderna a la tecnologia inercial, òptica i magnètica és l'ús de sensors d'estirament.
Stretch Sense ha desenvolupat el primer guant que captura el moviment amb MoCap Pro, uns sensors d'estirament que mesuren cada canvi en l'estirament, la flexió, el cisallament i la pressió.
Les dades mesurades es poden processar a través de plataformes de programació com ara Unreal Engine, Unity o Maya per a animar personatges virtuals.
Després, les dades es poden transmetre a plataformes de programari com Unreal Engine, Unity i Maia per a animar la mà d'un personatge virtual.

## Projectes acadèmics i de recerca
El concepte de guant de dades ha estat tradicionalment popular en la comunitat de recerca i enginyeria.
Actualment, els enginyers continuen desenvolupant prototips per a les tecnologies i arquitectures innovadores de sensors. L'objectiu és explotar el potencial del reconeixement de gestos.
Alguns exemples de projectes poden ser:
- Smart Glove (2009), desenvolupat pels estudiants d'enginyeria electrònica Arvind Ramana, Subramanian KS, Suresh i Shiva